# Joseph-Siméon Valette
Joseph-Siméon Valette est un homme politique français né le 13 septembre 1736 à Tours (Indre-et-Loire) et décédé le 2 février 1809 au même lieu.

## Biographie
Joseph-Siméon Valette est le fils de Louis Valette, négociant à Tours, et d'Henriette Conzay.
Négociant à Tours, il est député du tiers état aux États généraux de 1789 pour le bailliage de Touraine. Il siège avec la majorité.

## Sources
- « Joseph-Siméon Valette », dans Adolphe Robert et Gaston Cougny, Dictionnaire des parlementaires français, Edgar Bourloton, 1889-1891 [détail de l’édition]
- Ressource relative à la vie publique :   - Base Sycomore